# Matsudaira Nobumitsu
 (février 2022).
Si vous disposez d'ouvrages ou d'articles de référence ou si vous connaissez des sites web de qualité traitant du thème abordé ici, merci de compléter l'article en donnant les références utiles à sa vérifiabilité et en les liant à la section « Notes et références ».
Matsudaira Nobumitsu (松平信光) était un daimyo à la charnière entre la période Muromachi et la période Sengoku. Il était le troisième chef du clan Matsudaira dans la province de Mikawa. Il est aussi l'ancêtre de Tokugawa Ieyasu.

## Biographie

### Origines
Le nom du père de Nobumitsu est incertain. La tradition familiale de l'époque Edo parle d'un certain Matsudaira Yasuchika, tandis que la chronique du clan Matsudaira parle d'un Matsudaira Chikauji. On sait en tout cas que sa mère faisait partie du clan Kamo.
La date de naissance de Nobumitsu n'est pas certaine non plus: 1404 fait l'objet d'un certain consensus, mais une fourchette entre 1401 et 1413 est parfois avancée.

### L'accroissement du pouvoir du clan Matsudaira
C'est à partir de Nobumitsu que peut être confirmée l'existence du clan Matsudaira par les archives généalogiques. Les circonstances de l'ascension du clan Matsudaira n'ont pas encore été vérifiées, les archives généalogiques antérieures à Nobumitsu étant moins certaines.
En 1458, il attaque le château de Mitsuoki Sekiguchi du clan Sekiguchi, une branche du clan Imagawa, dans la province de Suruga, et après la chute du château, il place son fils Chikanori comme seigneur. En 1461,, il défait Yamashita Shozaemon du château de Hoku (actuellement à Okazaki, préfecture d'Aichi). En mai 1465, à la demande de Hosokawa Shigeyuki, le gouverneur de Mikawa, et en tant que subordonné de Sadachika, il réprime une révolte à Kōta sur ordre d'Ashikaga Yoshimasa, le huitième shogun du shogunat Muromachi. En récompense, le shogunat lui offre le domaine de Fukamizo et d'autres terres appartenant aux forces de la révolte.
Nobumitsu aurait servi Ise Sadachika, proche du shogunat Muromachi, pendant la guerre d'Ōnin. Nobumitsu a épousé une fille de Toda Munemitsu, un autre membre du clan Ise et un puissant daimyo dans la région orientale de Mikawa. Lors de la guerre d'Ōnin, il a rejoint l'armée orientale et a vaincu le clan Isshiki, qui tentait de restaurer le pouvoir à Mikawa, ainsi que Hosokawa Naruyuki, le gouverneur de Mikawa.
C'est aussi à cette période qu'il s'empare du château d'Anjō (ville d'Anjō, préfecture d'Aichi), où se trouvait Hatakeyama Kagamori, membre du clan Hatakeyama, et le donne à son cinquième fils, Matsudaira Mitsushige. À partir de là, ce château deviendra un fief des Matsudaira dans la province de Mikawa.
C'est lors de la guerre d'Ōnin que Nobumitsu jette les bases de la puissance du clan Matsudaira dans la province de Mikawa. Il eut en effet au moins 8 enfants, qui formèrent autant de branche du clan, installées chacune dans un château. Mais la tradition lui en prête encore plus: 48.
Matsudaira Nobumitsu meurt à une date indéterminée au château d'Iwatsu. Plusieurs dates sont avancées: 22 juillet 1488, 29 août 1488 ou 23 juillet 1489. Les rênes du clan sont transmises à son troisième fils, Chikatada, dans des circonstances peu claires.